# تلدين كمي

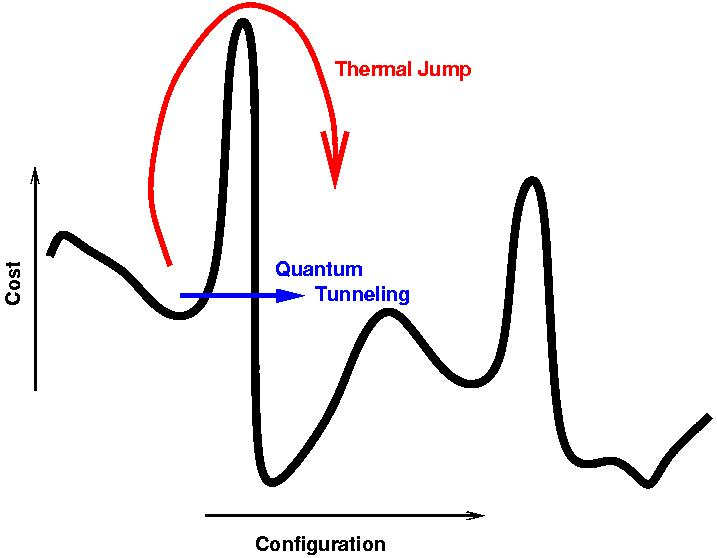

يقصد بالتلدين الكمومي أو التلدين الكمي مجموعة الإجراءات أو الإرشادات عالية المستوى، المصممة لإيجاد القيم الصغرى والكبرى لدالة موضوعية على مجموعة من الحلول (الحالات) المقترحة، عبر عملية تدعى بالتموج الكمومي. يستخدم التلدين الكومي بشكل رئيسي في المسائل التي يكون فضاء البحث فيها منفصلًا (الحلول المثلى للمسائل المعدودة) مع عدة قيم صغرى محلية؛ مثل معرفة الحالة القاعية لمادة ذات لف مغناطيسي عشوائي. وُضِع هذه الإجراء بصورته الحالية من ت. كادواكي واتش. نيشيموري تحت عنوان «التلدين الكمومي في نموذج أيزينج المستعرض». مع وجود مقترح آخر بصيغة مختلفة من أ. ب. فينيلا وم. أ. غوميز وس. سيبنيك وج. د. دول تحت عنوان «التلدين الكمومي: طريقة جديدة لتصغير الدوال متعددة الأبعاد».
يبدأ التلدين الكمومي من تراكب ميكانيكي كمومي في جميع المراحل (الحالات المقترحة) بأوزان متساوية. ثم يتطور النظام تبعًا لمعادلة شرودنجر المستقلة زمنيًا، وهو تطور كمومي طبيعي للأنظمة الفيزيائية. تبقى سعات جميع الحالات المقترحة في تغيّر دائم محققة توازيًا كموميًا تبعًا للقوة المستقلة زمنيًا للمجال المستعرض، ما ينتج نفقًا كموميًا بين الحالات. في حال كان تغير الحقل المستعرض بطيئًا بما فيه الكفاية، يبقى النظام قريبًا من الحالة الأرضية للمؤثر الهاملتوني الآني. في حال تسارع تغير المجال المستعرض، يمكن للنظام أن يتغير مؤقتًا عن الحالة الأرضية، ولكنه ينتج أرجحية أعلى من الاستنتاج في الحالة الأرضية للمسألة النهائية الهاملتونية. عند تعطيل المجال المستعرض أخيرًا، فمن المتوقع للنظام أن يكون قد وصل إلى الحالة الأرضية من نموذج إيزينج التقليدي الذي يتوافق مع حل مسألة الاستمثال الأصلية. تم الإعلان عن إثباث تجريبي لنجاح التلدين الكمومي لمغانط عشوائية مباشرة بعد المقترح النظري الأولي؛ والذي تضمن مقدمة حول مسائل الاستمثال التوافقي (صعوبة حدودية الزمن غير الحتمية)، والتي تعد اللبنة الأساسية للخوارزميات المبنية على فكرة التلدين الكمومي، ومثالين على هذا النوع من الخوارزميات، لحل حالات من المسائل عالية الإرضاء والمسائل الصغرى متعددة القطع معًا، بالإضافة إلى إعطاء لمحة عامة عن أنظمة التلدين الكمومي المصنعة من قبل شركة دي-ويف الكندية.

## مقارنة مع التلدين المُحاكى
يمكن مقارنة التلدين الكمومي بالتلدين المُحاكى، والذي يلعب معامل درجة حرارته دورًا شبيهًا بالذي تلعبه قوة المجال النفقي للتلدين الكمومي. في التلدين الكمومي، تحدد درجة الحرارة احتمالية الانتقال إلى حالة ذات طاقة أعلى بدءًا من حالة آنية مفردة. في التلدين الكمومي، تحدد قوة المجال المستعرض الاحتمال الميكانيكي الكمومي لتغيير سعات جميع الحالات بشكل متوازٍ. يقترح الدليل التحليلي والعددي تفوق التلدين الكمومي على التلدين المحاكى في إطار ظروف محددة.

## تطبيقات دي-ويف
في عام 2011، أعلت شركة أنظمة دي-ويف عن أول مُصلِّب تجاري في السوق تحت اسم دي-ويف وان ونشرت ورقة في دورية نيتشر وصفت فيها أداءه. تدعي الشركة استخدام النظام لرقاقة معالجة 128 كيوبت. في 25 مايو عام 2011، أعلنت دي-ويف عن دخول شركة لوكهيد مارتن بصفقة معها لشراء نظام دي-ويف وان. في 28 أكتوبر عام 2011، استلم معهد علوم المعلومات التابع لجامعة كاليفورنيا الجنوبية نظام دي-ويف وان لصالح شركة لوكهيد.
أعلن في مايو عام 2013 عن شراء تجمّع شركات كل من غوغل ومركز أميس للأبحاث التابع لشركة ناسا ورابطة بحوث الفضاء بالجامعات لحاسوب كمومي ثابت الحرارة من أنظمة دي-ويف بكفاءة 5012 كيوبت. توجد دراسة موسعة ومتاحة تقارن أداءه كمصلّب كمومي ببعض خوارزميات التلدين التقليدية.
أعلنت شركة دي-ويف في شهر يونيو من عام 2014 عن نظام جديد للتطبيقات الكمومية، بتمويل من شركة وان كيو بي لتكنولوجيا المعلومات ومجموعة أبحاث السرطان (DNA-SEQ) بهدف التركيز على حل مشاكل العالم الواقعي بعتاد كمومي. في الوقت الذي عملت في الشركة الأولى على إنتاج تطبيقات برمجية متاحة تجاريًا للحواسيب الكمومية، ركزت أبحاث شركة وان كيو بت على معالجات التلدين الكمومي لشركة دي-ويف، وأثبتت بنجاح قدرة هذه الحواسيب على حل مشاكل تطبيقات العالم الواقعي.
مع نشر مبادئ التشابك الكمومي، بقي السؤال حول ما إذا كان باستطاعة دي-ويف تطبيق التسريع الكمومي على جميع عمليات الحواسيب التقليدية دون جواب. وُصفت دراسة نُشرت في مجلة ساينس في شهر يونيو عام 2014 باحتمال كونها «الدراسة الأكثر دقة وشمولية التي أُجريت على أداء جهاز من دي-ويف»، وبكونها «المقارنة الأكثر عدلًا حتى الآن». عملت تلك الدراسة على تحديد وقياس مدرى التسريع الكمومي. استبعدت بعض التعريفات لعدم القدرة على التحقق من بعضها من خلال الاختبارات التجريبية، بينما سيسمح البعض الآخر رغم زيفه بوجود مزايا في الأداء. وجدت الدراسة عدم إنتاج شريحة دي-ويف لأي تسريع كمومي، ولكنها لم تستبعد احتمالية وجوده في الاختبارات المستقبلية. لم يجد الباحثون التابعون لقيادة ماتياس تروير من المعهد الفيدرالي السويسري للتكنولوجيا أي تسريع كمومي خلال نطاق تجاربهم، ووجدوا نتائج غير حاسمة عند إجرائهم لمجموعات فرعية من الاختبارات. صوّر عمل هؤلاء الباحثين «الطبيعة الدقيقة للسؤال المتعلق بالتسريع الكمومي». عززت الأعمال اللاحقة فهم مقاييس هذه الاختبارات، ومدى اعتمادها على الأنظمة المتوازنة، وبالتالي فقدت أي أثر لحسنات علم التحريك الكمومي.
توجد العديد من الأسئلة المطروحة المتعلقة بالتسريع الكمومي. يصف مثال المعهد الفيدرالي السويسري للتكنولوجيا فئة واحدة من المسائل القياسية. من المحتمل وجود فئات أخرى من المسائل التي يمكن فيها حدوث التسريع الكمومي. يعمل الباحثون بجد في كل من شركات غوغل ومختبر لوس ألاموس الوطني وجامعة جنوب كاليفورنيا وجامعة تكساس للزراعة والميكانيك وشركة دي-ويف للعثور على هذه الفئات من المشاكل.
أعلنت غوغل في شهر ديسمبر من عام 2015 عن تفوق حاسوب دي-ويف 2إكس على كل من التلدين الكمومي وكوانتم مونتي كارلو بمعامل يصل إلى مليار في مجموعة من مسائل الاستمثال الصّعبة.
تختلف معمارية نظام دي-ويف عن الحواسيب الكمومية التقليدية. فهي ليست مكافئًا حديّا لآلة تورينغ العامّة، وخصوصًا، عدم قدرتها على حل خوارزمية شور، لعدم كون هذه الخوارزمية عملية تصاعدية. تتطلب خوارزمية شور آلة تورينغ العامّة، بينما تدّعي دي-ويف إجراء حاسوبها عمليات التلدين الكمومي فحسب.